# Fox Sports
Fox Sports es el nombre comercial de una serie de cadenas de televisión deportivas, divisiones de transmisión, programación y otros medios en todo el mundo que son controlados o parcialmente propiedad de la familia de Rupert Murdoch. Estos activos son propiedad principalmente de Fox Corporation, con la excepción de las operaciones en Australia, que forman parte de News Corp Australia, las operaciones en México que son propiedad de Grupo Multimedia Lauman, las operaciones en Argentina que han sido adquiridas por Mediapro pero las licencias son parte de la familia de Rupert Murdoch; sin embargo, el resto de las operaciones de Fox Sports en Latinoamérica eran propiedad de The Walt Disney Company, y terminaron suprimiendo por la marca ESPN.
El nombre proviene de la Fox Broadcasting Company en los Estados Unidos, que a su vez se deriva del nombre de Fox Film Corporation (más tarde 20th Century Fox). Desde entonces, el nombre de Fox Sports se ha utilizado en otros medios deportivos de Fox Corp, Disney y News Corp en todo el mundo.
El 14 de diciembre de 2017, The Walt Disney Company anunció planes para adquirir 21st Century Fox (el padre de Fox Sports) por $ 52.4 mil millones de dólares; esto incluirá activos clave como 20th Century Fox, FX Networks, National Geographic Partners, sus redes deportivas regionales y sus redes deportivas internacionales. La red de televisión Fox, Fox News Channel y los activos no regionales de Fox Sports (canales de cable FS1 y FS2, y la parte de Fox Sports adjunta a la red de televisión Fox) se dividirán en una compañía independiente dirigida por la familia Murdoch, finalmente llamada Fox Corporation.

## Canales

### Nacional

#### Estados Unidos(Fox Corporation)
Cuenta con seis canales en EE. UU, cuatro de ellos en inglés y uno en español.
- Fox Sports 1: reemplazó a Speed Channel, desde el 17 de agosto de 2013.[1]
- Fox Sports 2: reemplazó a Fuel TV, desde el 17 de agosto de 2013.
- Fox Soccer Plus: emitido desde marzo de 2010.
- Fox Deportes: canal para la comunidad hispana de ese país.
- Tubi: streaming de Fox Corporation.
- FOX (México): Canal de Deportes de México 🇲🇽

#### (Grupo Multimedia Lauman)

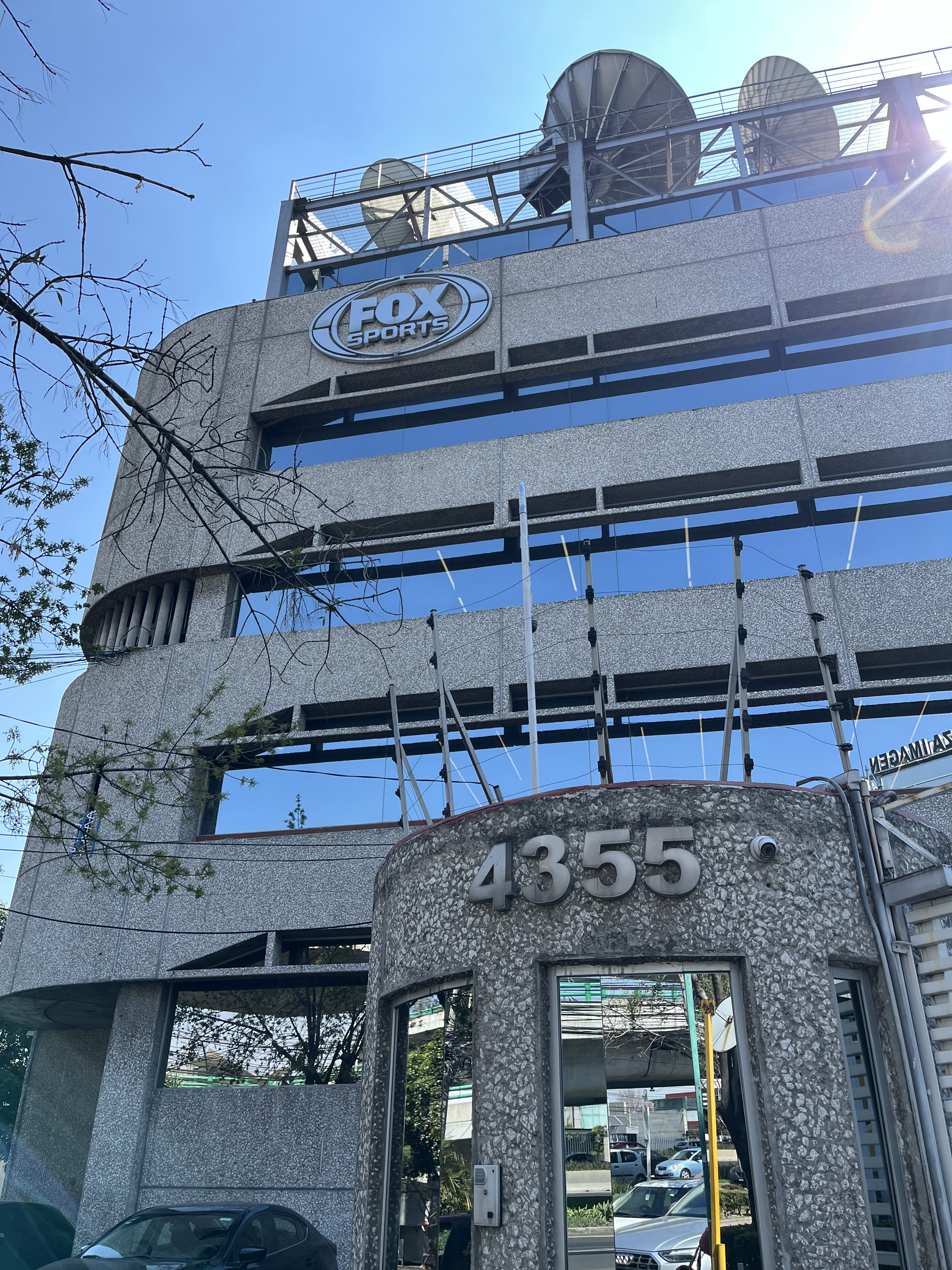
Fox Sports México en 2025.

### Internacional

#### MéxicoMéxico(Grupo Multimedia Lauman)
- Fox Sports
- Fox Sports 2
- Fox Sports 3
- Fox Sports Premium

#### Argentina(Mediapro)
- Fox Sports
- Fox Sports 2
- Fox Sports 3

#### Australia(News Corp Australia)
- Fox Sports (Australia), un grupo de canales deportivos
  - Fox Sports News - Canal por cable y satélite que televisa continuamente noticias deportivas las 24 horas del día.
  - Fox Cricket
  - Fox League - Un canal dedicado a la Liga de Rugby de 24 horas
  - Fox Sports 503
  - Fox Footy 504 - presenta principalmente la Liga Australiana de Fútbol
  - Fox Sports 505
  - Fox Sports 506
  - Fox Sports More+